# San Cristóbal (Chilpancingo)
San Cristóbal es una localidad del estado mexicano de Guerrero. Es parte del municipio de Chilpancingo de los Bravo.

## Toponimia
El nombre «San Cristóbal» hace referencia al santo patrono de la localidad: Cristóbal de Licia.

## Demografía
| Gráfica de evolución demográfica |
|                                  |

| Censo | Población |
| ----- | --------- |
| 1910  | 120       |
| 1921  | 49        |
| 1930  | 140       |
| 1940  | 277       |
| 1950  | 316       |
| 1960  | 580       |
| 1970  | 428       |
| 1980  | 854       |
| 1990  | 1 175     |
| 2000  | 1 154     |
| 2010  | 1 076     |
| 2020  | 1 162     |